# Bomberman B-Daman Bakugaiden
Bomberman B-Daman Bakugaiden (ボンバーマン・ビーダマン爆外伝?, Bombāman Bī-daman Bakugaiden), abbreviato comunemente come BB-Daman Bakugaiden (Ｂビーダマン爆外伝?) o anche BBB, è un manga di Koichi Mikata pubblicato sulla rivista CoroCoro Comic dal 1997 al 1999 ed è basato su Bomberman e B-Daman, di cui è la prima serie. Successivamente è stata realizzata una serie anime che è stata trasmessa sulle reti Nagoya TV e TV Asahi dal 7 febbraio 1998 al 31 gennaio 1999.
La serie ha poi ricevuto un seguito intitolato Bomberman B-Daman Bakugaiden V.

## Trama
Mille anni fa, la bella B-da City è stato attaccata da Dark B-da nel tentativo di controllare l'intero Sistema Solare blu. Gli eroici B-Daman, attingendo la loro leggendaria potenza e tecnologia intelligente, sono stati in grado di ripristinare la pace all'universo., ma, è solo una questione di tempo prima che il male scopra nuovamente le forze. Il nostro eroe, White Bomber, e i suoi amici continuano a pattugliare il Regno, la lotta contro Dark B-da, e sono sempre in allerta per il pericolo, ma sono anche sempre pronti per il divertimento.

## Personaggi

I protagonisti della serie. In primo piano da sinistra: Blue Bomber, Rui-Rui e Red Bomber. In secondo piano da destra: Black Bomber, White Bomber e Yellow Bomber

### Principali
- White Bomber/Bomberman (しろボン?, Shirobon)
- Blue Bomber (あおボン?, Aobon)
- Red Bomber (あかボン?, Akabon)
- Yellow Bomber (きいろボン?, Kiirobon)
- Black Bomber (くろボン?, Kurobon)
- Dr. Gray Bomber (Dr.グレイボン?, Dr. Gureibon)
- Green Bomber (みどりボン?, Midoribon)
- Light Blue Bomber (みずいろボン?, Mizuirobon)

### Antagonisti
- Koutei
- Dark Prince (ダークプリンス?, Dāku Purinsu)
- Professor Brown/Dr. Shadow
- Momite Bomber (モミテボン?, Momitebon)
- Draken (ドラーケン?, Dorāken)
- Tiger (ティーゲル?, Tīgeru)
- Shuringe (シュリンゲ?)
- Sildork (シルドーク?, Shirudōku)
- Dr. Crusher (Dr.クラッシャー?, Dr. Kurasshā)

### Altri personaggi
- Pink Bomber (ピンクボン?, Pinkubon)
- Jack (ジャック?, Jakku)
- Golden Bomber/Dark Bomber (ゴールデンボン/ダークボン?, Gōrudenbon/Dākubon)
- Ceres (セレス?, Seresu)
- Pallas (パラス?, Parasu)
- Navy Blue Bomber (こんボン?, Konbon)
- Orange Bomber (オレンジボン?, Orenjibon)

## Episodi
L'anime è stato trasmesso dal 7 febbraio 1998 al 31 gennaio 1999 per un totale di 48 episodi. 
| Nº | Giapponese 「Kanji」 - Rōmaji                                       | In onda           | In onda |
| Nº | Giapponese 「Kanji」 - Rōmaji                                       | Giapponese        |         |
| 1  | 「伝説!ビーダの勇士たち」 - Densetsu Bi-Da no Yuushi Tachi          | 7 febbraio 1998   |         |
| 2  | 「伝説!勇士たちよ永遠に」 - Densetsu Yuushi Tachiyo Eienni          | 14 febbraio 1998  |         |
| 3  | 「飛べ!ホワイトゲイル」 - Tobe! White Gale!                         | 28 febbraio 1998  |         |
| 4  | 「孤高の戦士くろボン」 - Kokou no Senshi Kurobon                    | 7 marzo 1998      |         |
| 5  | 「現われた闇の使者」 - Arawareta Yami no Shishya                    | 14 marzo 1998     |         |
| 6  | 「撃て!ブルースナイパー」 - Ute! Blue Sniper                        | 21 marzo 1998     |         |
| 7  | 「守れ!森のビーダロン」 - Mamore! Mori no B-Daron                   | 28 marzo 1998     |         |
| 8  | 「博士の超スーパー大発明」 - Hakase no Chou Suupaa Daihatsumei      | 5 aprile 1998     |         |
| 9  | 「死なないで!ルイルイ」 - Shina Naide! Rui-Rui                      | 12 aprile 1998    |         |
| 10 | 「くろボンの秘密」 - Kurobon no Himitsu                             | 19 aprile 1998    |         |
| 11 | 「四天王ドラーケン登場」 - Shitennou Doraaken Toujou                | 26 aprile 1998    |         |
| 12 | 「起て!ホワイトゲイルII」 - Tate! White Gale II                     | 3 maggio 1998     |         |
| 13 | 「嵐のお嬢様!ピンクボン」 - Arashi no Ojousama! Pinkbon             | 10 maggio 1998    |         |
| 14 | 「第2の四天王ティーゲル」 - Dai Ni no Shitennou Teigeru             | 17 maggio 1998    |         |
| 15 | 「嵐の夜のミステリー」 - Arashi no Yoru no Misuteri                 | 24 maggio 1998    |         |
| 16 | 「さすらいのヒーロー現る」 - Sasurai no HERO Arawaru                | 31 maggio 1998    |         |
| 17 | 「泣くなカゼ丸」 - Naku na Kazemaru                                 | 7 giugno 1998     |         |
| 18 | 「発見!迷宮の秘宝!?」 - Hakken! Meikyuu no Hihou!?                  | 14 giugno 1998    |         |
| 19 | 「號!ブラッククラスター」 - GO! Black Cluster                       | 28 giugno 1998    |         |
| 20 | 「ティーゲル最期の日」 - Teigeru Saigo no Nichi                     | 5 luglio 1998     |         |
| 21 | 「謎の美女!パープル登場」 - Nazo no Bijo! Purple Toujou             | 12 luglio 1998    |         |
| 22 | 「吠えろ!イエロークラッシャー」 - Hoero! Yellow Crusher             | 19 luglio 1998    |         |
| 23 | 「キメろ!ブルーブレイバー」 - Kimero! Blue Braver                   | 2 agosto 1998     |         |
| 24 | 「夢のプリマドンナ あかボン」 - Yume no Prima Donna Akabon          | 9 agosto 1998     |         |
| 25 | 「シュリンゲ・魅惑の罠」 - Shuringe - Miwaku no Wana                | 16 agosto 1998    |         |
| 26 | 「博士のプロポーズ大作戦」 - Hakase no Purple's Daisakusen          | 23 agosto 1998    |         |
| 27 | 「さよならパープルさん」 - Sayonara Purple-san                      | 30 agosto 1998    |         |
| 28 | 「ピンクの船は大パニック!」 - Pink no Fune wa Dai Panikku!          | 6 settembre 1998  |         |
| 29 | 「反逆の四天王シルドーク」 - Hangyaku no Shitennou Shirudokku       | 13 settembre 1998 |         |
| 30 | 「初恋の人はあかボン?」 - Hatsukoi no Nin wa Akabon?                | 20 settembre 1998 |         |
| 31 | 「モミテボンの一日天下」 - Momitebon no Tsuitachi Tenka             | 27 settembre 1998 |         |
| 32 | 「シルドーク捕わる!?」 - Shirudokku Torawaru!?                      | 11 ottobre 1998   |         |
| 33 | 「狙われたホワイトブロス」 - Nerawareta White Blouse                | 18 ottobre 1998   |         |
| 34 | 「伝説のビーストーン」 - Densetsu no Bi-Stone                       | 25 ottobre 1998   |         |
| 35 | 「降臨、闇のプリンス」 - Kourin, Yami no Prince                     | 1º novembre 1998  |         |
| 36 | 「最強の敵ダークプリンス」 - Saikyou no Teki Dark Prince            | 8 novembre 1998   |         |
| 37 | 「ティーゲルとシュリンゲの逆襲」 - Teigeru to Shuringe no Gyakushuu | 15 novembre 1998  |         |
| 38 | 「決闘!ドラーケン対シルドーク」 - Kettou! Doraken Tsui Shirudokku   | 22 novembre 1998  |         |
| 39 | 「呪われた きいろボン」 - Norowareta Kiirobon                       | 29 novembre 1998  |         |
| 40 | 「氷の巨人アイスケンシュタイン」 - Koori no Kyojin Icekenstein      | 6 dicembre 1998   |         |
| 41 | 「おかえり カゼ丸」 - Okaeri Kazemaru                               | 13 dicembre 1998  |         |
| 42 | 「くろボンのプレゼント」 - Kurobon no Purezento                     | 20 dicembre 1998  |         |
| 43 | 「合体!セイントブラスター」 - Gattai! Saint Blastor                 | 27 dicembre 1998  |         |
| 44 | 「発見!予言の書」 - Hakken! Yogen no Kaki                           | 3 gennaio 1999    |         |
| 45 | 「くろボンの真実」 - Kurobon no Shinjitsu                           | 10 gennaio 1999   |         |
| 46 | 「ダークプリンスの正体」 - Dark Prince no Shoutai                   | 17 gennaio 1999   |         |
| 47 | 「襲来!ダークネスドラゴン」 - Shuurai! Darkness Dragon              | 24 gennaio 1999   |         |
| 48 | 「誕生!光の竜」 - Tanjou! Hikari no Ryuu                            | 31 gennaio 1999   |         |